# Hosudi, Shimoga
Hosudi là một làng thuộc tehsil Shimoga, huyện Shimoga, bang Karnataka, Ấn Độ.